# Нью-Мінден (Іллінойс)
Нью-Мінден (англ. New Minden) — селище (англ. village) в США, в окрузі Вашингтон штату Іллінойс. Населення — 175 осіб (2020).

## Географія
Нью-Мінден розташований за координатами 38°26′19″ пн. ш. 89°22′14″ зх. д. / 38.43861° пн. ш. 89.37056° зх. д. (38.438475, -89.370477).  За даними Бюро перепису населення США в 2010 році селище мало площу 0,80 км², уся площа — суходіл.

## Демографія
Згідно з переписом 2010 року, у селищі мешкало 215 осіб у 86 домогосподарствах у складі 62 родин. Густота населення становила 269 осіб/км².  Було 102 помешкання (128/км²).
Расовий склад населення:
| - 99,5 % — білих |

До двох чи більше рас належало 0,5 %. Частка іспаномовних становила 0,0 % від усіх жителів.
За віковим діапазоном населення розподілялося таким чином: 27,0 % — особи молодші 18 років, 60,4 % — особи у віці 18—64 років, 12,6 % — особи у віці 65 років та старші. Медіана віку мешканця становила 36,5 року. На 100 осіб жіночої статі у селищі припадало 87,0 чоловіків;  на 100 жінок у віці від 18 років та старших — 101,3 чоловіків також старших 18 років.
Середній дохід на одне домашнє господарство  становив 56 035 доларів США (медіана — 49 250), а середній дохід на одну сім'ю — 63 060 доларів (медіана — 53 333). За межею бідності перебувало 8,2 % осіб, у тому числі 4,2 % дітей у віці до 18 років та 0,0 % осіб у віці 65 років та старших.
Цивільне працевлаштоване населення становило 105 осіб. Основні галузі зайнятості: виробництво — 35,2 %, освіта, охорона здоров'я та соціальна допомога — 11,4 %, оптова торгівля — 8,6 %, роздрібна торгівля — 7,6 %.